# Kanton Gisors
Gisors is een kanton van het Franse departement Eure. Het kanton maakt deel uit van het arrondissement Les Andelys.

## Gemeenten
Het kanton Gisors omvatte tot 2014 de volgende 18 gemeenten:
- Amécourt
- Authevernes
- Bazincourt-sur-Epte
- Bernouville
- Bézu-Saint-Éloi
- Bouchevilliers
- Dangu
- Gisors (hoofdplaats)
- Guerny
- Hébécourt
- Mainneville
- Martagny
- Mesnil-sous-Vienne
- Neaufles-Saint-Martin
- Noyers
- Saint-Denis-le-Ferment
- Sancourt
- Vesly

Na de herindeling van de kantons door het decreet van 25 februari 2014, met uitwerking op 22 maart 2015, omvat het kanton volgende 34 gemeenten.
- Amécourt
- Authevernes
- Bazincourt-sur-Epte
- Bernouville
- Bézu-Saint-Éloi
- Chauvincourt-Provemont
- Coudray
- Dangu
- Doudeauville-en-Vexin
- Étrépagny
- Farceaux
- Gamaches-en-Vexin
- Gisors
- Guerny
- Hacqueville
- Hébécourt
- Heudicourt
- Longchamps
- Morgny
- Mouflaines
- Neaufles-Saint-Martin
- La Neuve-Grange
- Nojeon-en-Vexin
- Noyers
- Puchay
- Richeville
- Saint-Denis-le-Ferment
- Sainte-Marie-de-Vatimesnil
- Sancourt
- Saussay-la-Campagne
- Le Thil
- Les Thilliers-en-Vexin
- Vesly
- Villers-en-Vexin